# Valter Juvelius
Valter Heinrik Juvelius (né le 3 septembre 1865 à Pyhäjoki et mort le 25 décembre 1922 à Vyborg), connu aussi sous les noms de plume de Valter Juva et d'Heikki Kenttä, est un écrivain finlandais, connu pour être l'auteur de la chanson Karjalan kunnailla (fi) dont la mélodie est reprise dans l'hymne national de la république de Carélie.

## Biographie
Valter Juvelius naît le 3 septembre 1865 à Pyhäjoki, au Nord de la Finlande. Son père, Johan Henrik Juvelius, est arpenteur. Il finit ses études secondaires en 1884 puis exerce lui-même le métier d'arpenteur de 1887 à 1907, d'abord à Ilmajoki puis à Lapua. Il publie en 1897, sous le pseudonyme de Valter Juva, un premier recueil de poèmes, Kuvia ja säveliä, puis un autre en 1902, Runoja. Parallèlement il traduit en finnois des œuvres de Zacharias Topelius et Johan Ludvig Runeberg, deux poètes finlandais écrivant en suédois, mais aussi des œuvres de poètes étrangers, tels Heinrich Heine ou Robert Burns. Il présente en 1906 à l'université d'Helsinki une thèse de doctorat sur la chronologie juive intitulée Judarnes tideräkning i ny belysning. Il devient en 1908 directeur d'un centre d'éducation des adultes à Viipuri, une position qu'il conserve jusqu'à ce qu'il devienne directeur de la bibliothèque locale en 1918. Il publie en 1914 Matkan varrelta, un recueil de poèmes, toujours sous le pseudonyme de Valter Juva, puis deux ouvrages sous le pseudonyme de Heikki Kenttä, Maahengen salaisuus (1915) et Valkoinen kameeli (1916). Il meurt en 1922 d'un cancer de la gorge.